# Atropia
Pour plus de détails, voir Fiche technique et Distribution.
Atropia est un film de guerre satirique américain réalisé par Hailey Gates et sorti en 2025.
Premier long métrage du réalisateur, le film est produit par Luca Guadagnino et met en vedette Alia Shawkat et Callum Turner.
Le film est présenté en avant-première mondiale au festival de Sundance le 25 janvier 2025.

## Synopsis
Dans le pays fictif d'Atropia, Fayruz aspire à devenir actrice en herbe. Elle travaille en attendant sur une base de l'armée américaine où elle fait la connaissance d'un soldat, Abu Dice. Leur histoire d'amour va remettre en cause leurs engagements.

## Fiche technique
- Titre original : Atropia
- Réalisation et scénario : Hailey Gates
- Musique : Robert Ames
- Photographie : Eric Yue
- Montage : Sophie Corra, Madeleine Gavin
- Production : Luca Guadagnino
- Sociétés de production : Frenesy Film Company, Paradise City, Ways & Means et Big Creek Projects
- Distribution : N/A
- Pays de production : États-Unis
- Langue originale : anglais
- Format : couleur
- Genre : film de guerre satirique
- Durée : 104 minutes
- Dates de sortie[2] :
  - États-Unis : 25 janvier 2025 (festival de Sundance)

## Distribution
- Alia Shawkat
- Callum Turner
- Chloë Sevigny
- Tim Heidecker :
- Sal Lopez : Jerry
- Shaholly Ayers : Maria
- Chloe East :
- Jane Levy : Nancy
- Gil Perez-Abraham : le soldat Wyatt
- Tony Shawkat : Mayor
- Toby Nichols : le soldat Pardo
- Gilberto Ortiz :
- Priscilla Garita : Gloria
- Allius Barnes : le soldat Plant
- Dash Melrose : Freeburn
- Richard Blackmon : Rudy
- Chris Becerra : le soldat Antrim
- Zahra Alzubaidi : Noor
- Phil Burgers :
- Sean Choi : le soldat Kim

## Production
Produit par Frenesy Film Company avec Luca Guadagnino, le film est réalisé par Hailey Gates. Il s'agit de son premier long métrage. Le film est basé sur le court métrage  Shako Mako (2019) de Hailey Gates, qui avait été produit dans le cadre de la série de courts métrages Women's Tales de Miu Miu réalisés par des femmes et mettant en vedette Alia Shawkat. Ce court métrage suivait une actrice sur le tournage d'une réplique d'un village étranger au Centre national d'entraînement de Fort Irwin, utilisé par l'armée américaine pour entraîner les soldats avant le combat. Le casting d'Atropia comprend à nouveau Shawkat, avec Callum Turner et Chloë Sevigny, confirmés au casting en février 2024,. Tim Heidecker est annoncé pour faire partie du casting en novembre 2024.
Le tournage a lieu en juillet 2023. Le film a reçu cette année-là des crédits d'impôt de la Californie pour la production. Les prises de vues se déroulent à Los Angeles, Santa Clarita (Blue Cloud Movie Ranch), ainsi qu'à Las Vegas.

## Récompenses et distinctions
- Festival du film de Sundance 2025 : Grand Prix du Jury (US Dramatic Competition)[10]